# Bryan Berard
Bryan Wallace Berard (* 5. März 1977 in Woonsocket, Rhode Island) ist ein ehemaliger US-amerikanischer Eishockeyspieler, der im Verlauf seiner aktiven Karriere zwischen 1994 und 2009 unter anderem 639 Spiele für die New York Islanders, Toronto Maple Leafs, New York Rangers, Boston Bruins, Chicago Blackhawks und Columbus Blue Jackets in der National Hockey League auf der Position des Verteidigers bestritten hat. Berard, der im NHL Entry Draft 1995 als Gesamterster ausgewählt wurde, erhielt während seiner zehn Spielzeiten in der NHL im Jahr 1997 die Calder Memorial Trophy sowie im Jahr 2004 die Bill Masterton Memorial Trophy.

## Karriere
Bryan Berard wurde im NHL Entry Draft 1995 von den Ottawa Senators als sogenannter „First Overall Pick“, also als erster des Drafts, ausgewählt. Er spielte noch ein weiteres Jahr in der Ontario Hockey League bei den Detroit Junior Red Wings. In der Zeit transferierten die Ottawa Senators die Rechte an Berard gemeinsam mit Martin Straka und Don Beaupre an die New York Islanders, die im Gegenzug Wade Redden und Damian Rhodes abgaben.
In der Saison 1996/97 absolvierte der Verteidiger seine erste Spielzeit für die Islanders in der National Hockey League. Er überzeugte mit seiner Leistung und wurde mit der Calder Memorial Trophy für den besten Neuprofi ausgezeichnet. 1998 war er Mitglied des US-Teams bei den Olympischen Winterspielen in Nagano.
Während der Saison 1998/99 wechselte er zu den Toronto Maple Leafs. Am 11. März 2000 kam es dann zu einem schweren Zwischenfall im Spiel gegen die Ottawa Senators. Bryan Berard bekam in der Hektik des Spiels einen Teil des Schlägers von Marián Hossa ins Auge. Schwer blutend musste er ins Krankenhaus eingeliefert werden, wo man die Diagnose stellte, dass er möglicherweise sein rechtes Auge verlieren würde. Trotz allem soll Berard seinen Freunden noch im Krankenhaus erklärt haben, dass er trotzdem wieder professionell Eishockey spielen würde. Insgesamt unterzog sich Bryan Berard in den folgenden zwölf Monaten sieben Operationen, sodass er mit Hilfe einer speziellen Kontaktlinse das von der NHL vorgeschriebene Minimum an Sehkraft erreichte, um wieder Eishockey spielen zu können.
Im April 2001 wurde Berard als Sportinvalide anerkannt und ihm wurde die Versicherungsprämie in Höhe von 6,5 Millionen US-Dollar überwiesen. Doch Berard wollte sich damit nicht abfinden. Er zahlte die 6,5 Millionen zurück und begann mit dem Training. Die Maple Leafs hatten sich in der Zeit viel um ihn gekümmert. Doch Bryan Berard hatte keinen Vertrag mehr und somit die freie Wahl zu welchem Team er gehen würde. Er entschied sich gegen die Maple Leafs und für die New York Rangers, da er Abstand von dem Zwischenfall gewinnen wollte und bei dem Meisterschaftskandidaten zu sehr unter Druck gestanden hätte. Berard unterschrieb einen Probevertrag in New York und überzeugte. Das Comeback in der NHL war somit perfekt. Daran, dass er nur ein eingeschränktes Sichtfeld hatte, musste er sich gewöhnen und stellte seinen Stil um. War er früher bekannt für seine Puckkontrolle, so versuchte er nun nicht mehr besonders lange den Puck zu halten, sondern schnell zum Mitspieler zu spielen. Auch in der Offensive musste er Einschränkungen hinnehmen. So konnte er heranstürmende Verteidiger manchmal nicht rechtzeitig sehen, was dann zum Puckverlust führte. Am 12. Januar 2002 schoss Berard sein erstes Tor nach seiner schweren Verletzung.
Das Jahr darauf spielte er bei den Boston Bruins und die Saison 2003/04 absolvierte er bei den Chicago Blackhawks. Er konnte sich von Jahr zu Jahr steigern. In Boston erreichte er in 80 Spielen 38 Punkte, während er ein Jahr später in Chicago in 58 Spielen 47 Punkte schaffte. Im Sommer 2004 wurde ihm, auf Grund seines geglückten Comeback, bei den NHL Awards die Bill Masterton Memorial Trophy verliehen, die der Spieler erhält, der Ausdauer, Hingabe und Fairness im und für den Eishockeysport zeigt.
Nach dem Lockout und dem Ausfall der NHL-Saison 2004/05 spielte Berard die folgende Saison bei den Columbus Blue Jackets, wo er für negative Schlagzeilen sorgte. Anfang 2006 wurde bekannt, dass er positiv auf anabole Steroide getestet wurde. Die NHL verzichtete auf eine Sperre, da es sich nicht um einen Test handelte, den sie in Auftrag gegeben hatte. Doch Berard wurde für eine Dauer von zwei Jahren für internationale Spiele durch die Internationale Eishockey-Föderation IIHF gesperrt.
Er wurde in der Saison außerdem immer wieder von Rückenproblemen geplagt, die ihn schließlich im Januar 2006 zu einer langfristigen Pause zwangen. Nach einer Rückenoperation im Oktober 2006 und der folgenden Rehabilitationsphase konnte er erst nach einem Jahr am 31. Januar 2007 sein Comeback bei den Blue Jackets feiern. Auf Grund mäßiger Leistungen wurde er aber Ende Februar auf die Waiver-Liste gesetzt, jedoch verpflichtete ihn kein Team. Kurz darauf erlitt er erneut eine Rückenverletzung und musste die Saison vorzeitig beenden.
Die Columbus Blue Jackets verlängerten seinen Vertrag im Sommer 2007 nicht und auch nach fast drei Monaten fand er kein neues Team. Die New York Islanders luden ihn schließlich Ende August ins Trainingscamp ein und er erhielt am 9. Oktober, kurz nach Saisonbeginn, einen Einjahresvertrag. Er absolvierte in der Saison 2007/08 54 Spiele für die Islanders, in denen er fünf Tore erzielte und 17 Tore vorbereitete. Sein Vertrag wurde aber nach dem Saisonende nicht verlängert und er erhielt einen Probevertrag bei den Philadelphia Flyers. Im November 2008 erhielt Berard einen Kontrakt bei Witjas Tschechow aus der Kontinentalen Hockey-Liga, bei denen er die Saison 2008/09 verbrachte.

## Erfolge und Auszeichnungen
| - 1995 J.-Ross-Robertson-Cup-Gewinn mit den Detroit Junior Red Wings - 1995 Emms Family Award - 1995 Max Kaminsky Trophy - 1995 OHL First All-Star Team - 1995 OHL First All-Rookie Team - 1995 CHL Rookie of the Year - 1995 CHL All-Rookie Team - 1995 CHL First All-Star Team | - 1995 CHL Top Draft Prospect Award - 1996 Max Kaminsky Trophy - 1996 OHL First All-Star Team - 1996 CHL Defenceman of the Year - 1996 CHL First All-Star Team - 1997 Calder Memorial Trophy - 1997 NHL All-Rookie-Team - 2004 Bill Masterton Memorial Trophy |

## Karrierestatistik

### International
Vertrat die USA bei:
- Junioren-Weltmeisterschaft 1995
- Junioren-Weltmeisterschaft 1996
- Weltmeisterschaft 1997
- Olympischen Winterspielen 1998

(Legende zur Spielerstatistik: Sp oder GP = absolvierte Spiele; T oder G = erzielte Tore; V oder A = erzielte Assists; Pkt oder Pts = erzielte Scorerpunkte; SM oder PIM = erhaltene Strafminuten; +/− = Plus/Minus-Bilanz; PP = erzielte Überzahltore; SH = erzielte Unterzahltore; GW = erzielte Siegtore; 1 Play-downs/Relegation; Kursiv: Statistik nicht vollständig)